# Je suis à l'Est !
Je suis à l’Est ! (sous-titre : Savant et autiste, un témoignage unique) est un essai autobiographique écrit par Josef Schovanec, cosigné avec Caroline Glorion, préfacé par Jean Claude Ameisen, et paru en 2012 aux éditions Plon. Constituant l'un des premiers récits de ce type publiés en France, c'est un succès éditorial traduit en six langues. 

## Résumé
Josef Schovanec rédige un témoignage autobiographique basé sur son expérience de vie d'adulte autiste diagnostiqué tardivement avec un syndrome d'Asperger, en abordant son « parcours psy » et son décalage avec les personnes dites normales. Il considère sa particularité plus « comme une qualité que comme un handicap ». Il décrit ses problèmes quotidiens, la difficulté à appréhender les codes sociaux et les relations humaines, ainsi que sa passion pour les livres et l'apprentissage des langues. Il insiste sur la nécessité de changer le regard porté sur l'autisme. Le livre compte aussi un chapitre tenant davantage de l'essai, décrivant l'autisme.

## Éditions
La première édition paraît en 2012 chez Plon : 
- Josef Schovanec, Je suis à l’Est ! : Savant et autiste, un témoignage unique, Paris, Plon, 2012, 246 p. (ISBN 978-2-259-21886-3).

Une édition au Grand Livre du mois sort la même année. L'édition de poche parue en 2013 chez Pocket contient une nouvelle postface de l'auteur. 

## Traductions
Cet ouvrage a été traduit en : 
- italien : Io penso diverso (2013)[5] ;
- tchèque : O kolečko míň : můj život s autismem (2014)[6] ;
- portugais : Sou autista (2014)[7] ;
- chinois : 我只是在不同的道路上 : 一位懂多國語言的自閉症學者, 最扎心的真實告白 (2014)[8] ;
- allemand : Durch den Wind: Savant und Autist: Ein einzigartiges Zeugnis (2015)[9] ;
- espagnol : Yo pienso diferente (2015)[10].

## Analyses
L'ouvrage a été analysé par les psychanalystes Odile Fombonne et Hervé Bentata :  
Pour Odile Fombonne, le texte est relatif à une question d'identité. Elle ajoute que le sujet montre un sentiment d'infériorité et donne l'impression d'appartenir à un autre monde. D'après elle, contrairement à ce qu'exprime l'auteur lui-même, ce livre permet de comprendre pourquoi l'apprentissage et l'école ne suffisent pas à structurer les enfants avec syndrome d'Asperger : « On peut sans doute dire que la thérapie chez le psychanalyste, même si elle n’est peut-être pas dans ce cas tout à fait aboutie, a eu des effets positifs, des effets guérisseurs […] ».
Hervé Bentata estime que ce livre « se démarque avec force des portraits robots de l’autisme », et que « ce texte porte le vœu de l’auteur d’une réelle prise en compte des autistes, comme personnes, dans notre société. Pas comme malades, handicapés, psychotiques… ». Il souligne également une interrogation relative au lien social dans la société occidentale.

### Choix terminologiques
Josef Schovanec utilise souvent la formulation « personne avec autisme », expliquant continuer à l'employer « par provocation », et pour éviter de se définir uniquement par l'autisme. Lors d'une interview avec Mathieu Vidard pendant l'émission La Tête au carré, il ajoute avoir fait ce choix terminologique pour introduire une distance entre les clichés sur l'autisme et le vécu des personnes.
Il nuance également le choix de sous-titre de l'ouvrage effectué par son éditeur, « Savant et autiste », en refusant de se définir par ses capacités intellectuelles ou comme un autiste « génial », parlant d'un « fantasme du génie ».

### Point de vue sur les personnes autistes
Durant son intervention commune avec Josef Schovanec pendant l'émission La Tête au carré, Caroline Glorion s'indigne du fait que des personnes comme Josef puissent vivre dans une grande précarité, sans jamais se voir proposer de poste adapté à leurs compétences.

## Réception critique
Pour Le Figaro, c'est un « témoignage unique et exceptionnel ». La journaliste politique Sophie Coignard, dans Le Point, parle d'un « récit drôle et instructif » et d'un parcours psy « atterant » : « il connaît la froideur psychanalytique, la camisole chimique, l'erreur diagnostique ». Elle salue le jeu de mots contenu dans le titre du livre. Dans Science et pseudo-sciences, Brigitte Axelrad en parle comme d'un ouvrage rédigé avec une « syntaxe impeccable, une logique imparable et beaucoup d’humour », qui pousse à revoir les convictions sur l'autisme et à relativiser la notion de « norme ».